# Belgian Chocolate Village
 (décembre 2015).
Si vous disposez d'ouvrages ou d'articles de référence ou si vous connaissez des sites web de qualité traitant du thème abordé ici, merci de compléter l'article en donnant les références utiles à sa vérifiabilité et en les liant à la section « Notes et références ».
Le Belgian Chocolate Village est un musée du chocolat située sur la commune bruxelloise de Koekelberg.